# Estación de Ecología Acuática Príncipe Alberto I de Mónaco
La Estación de Ecología Acuática Príncipe Alberto I de Mónaco situada en el Pabellón de Mónaco del Parque Tecnológico de la Isla de la Cartuja en Sevilla, se erige como centro de documentación y de estudio del Guadalquivir y cuyo acuario es un buen ejemplo de la flora y fauna de esta cuenca.

## Localización
La Estación de Ecología Acuática se ubica en el antiguo pabellón que el Principado de Mónaco construyó con motivo de la Exposición Universal de 1992, en el Parque Tecnológico de la Isla de la Cartuja de Sevilla, Calle Leonardo da Vinci, 10.

## Historia
La sede donde se ubica la Estación de ecología acuática Príncipe Alberto I de Mónaco fue erigida con motivo de la Exposición Universal de 1992  y destacaba por su acuario, ya que era el primero en Europa que contenía un túnel que lo atravesaba, permitiendo al visitante contemplar, desde un punto de vista más original, la fauna que habitan los ecosistemas marinos.
Tras finalizar la Exposición Universal de  1992, Mónaco vendió simbólicamente (por una peseta) el pabellón al Ayuntamiento de Sevilla que mediante un convenio específico de cooperación, con fecha de 19 de abril de 1993, entre la Empresa Metropolitana de Abastecimiento y Saneamiento de Aguas de Sevilla (EMASESA) y la Universidad de Sevilla, permitió la creación de la Estación de Ecología Acuática "Príncipe Alberto I de Mónaco", en homenaje al Principado de Mónaco y a su contribución en los estudios de Oceanografía.
Esto fue posible gracias a la existencia previa de un Acuerdo Marco de cooperación científica y técnica firmado el 3 de octubre de 1991, en el que ambas instituciones manifiestan su disposición para establecer una colaboración en los campos científicos y tecnológicos de interés común, incluyendo la participación en proyectos conjuntos, tanto del ámbito nacional como internacional.
Las actuaciones y tareas del Centro se inician el momento de la cesión después de finalizar la Exposición Universal de 1992 hasta 1997, momento en el que se constituye como centro de trabajo de EMASESA y se destina a sede de su Departamento de Ecología y Gestión Ambiental, afianzándose las labores de investigación, transferencia de tecnología, formación y divulgación, tanto a nivel técnico y científico como entre los ciudadanos en general.
EMASESA a través de su Departamento de Ecología y Gestión Ambiental, aborda el estudio limnológico de los embalses de abastecimiento a Sevilla y su área metropolitana, así como la implantación y mantenimiento de su Sistema de Gestión Ambiental. Además promueve y participa en proyectos con universidades y centros de investigación nacionales e internacionales para un mejor conocimiento y gestión del ciclo natural y urbano del agua.

## Colecciones y Principales especies
El acuario y sus instalaciones asociadas, ofrecen la oportunidad de contemplar en vivo una parte de la flora y fauna del Río Guadalquivir, por lo que se convierte en una importante herramienta en el campo de la educación ambiental.
La organización del pabellón y su visita comienza en el vestíbulo del edificio, que conserva casi la misma estructura y decoración que presentó el Pabellón de Mónaco. Las paredes se encuentran ornamentadas con murales coloridos que reproducen paisajes de Mónaco y fondos marinos, al igual que durante la Muestra Universal, ya que el pabellón estuvo dedicado al Mediterráneo. Estos elementos están combinados con los nuevos contenidos introducidos por EMASESA como los nuevos murales sobre ecosistemas costeros del Sur de la Península ibérica, pequeños acuarios y paneles explicativos sobre especies de peces autóctonas del Guadalquivir y algunos resultados de los proyectos de investigación que recuerdan al visitante que el objeto del Centro es el estudio e investigación de la biología propia de los medios dulceacuícolas.
Mediante un recorrido por las diferentes especies animales y vegetales que pueblan las aguas del Guadalquivir, desde su nacimiento hasta su desembocadura en el Atlántico, el visitante puede conocer el ciclo del río y su evolución natural.
La estación cuenta también con una vitrina dedicada al esturión donde se exponen fotografías antiguas de su pesca en el río Guadalquivir, así como material histórico, ya sean las latas de caviar que se producían en Coria del Río donadas por la familia Ybarra, o las cartas marinas de los viajes del Príncipe Alberto I de Mónaco, impulsor de la Oceanografía, además de diversos materiales didácticos y publicaciones elaborados por EMASESA.
El acuario mantiene un número importante de los peces más representativos de la cuenca del Guadalquivir, que aunque con diferentes exigencias de medio, se mantienen bajo condiciones físico-químicas comunes. Las principales especies de peces de agua dulce que en algún momento habitan el acuario son:
- Anguila
- Black- bass
- Trucha común
- Trucha arcoíris
- Carpa
- Salinete
- Colmilleja
- Alburno
- Capitán
- Barbo
- Boga de río
- Esturión
- Cachuelo

En cuanto a las especies más representativas de la flora del ecosistema de ribera, se pueden observar mediante ejemplares naturalizados o sobre mural:
- Plantas enraizadas en el agua (nenúfares)
- Plantas enraizadas bajo el agua pero que viven fuera de ella (tifas, juncos)
- Arbustos (adelfas, rosal silvestre)
- Árboles (chopos, álamos, alcornoques, encinas).

## Usos

### Acuario
La planta baja del edificio está conectada a través de un ascensor panorámico a la planta alta, donde se encuentra la parte superior del acuario. Una plataforma ofrece una imagen general de sus contenidos: la fauna y flora característica de la cuenca del río Guadalquivir. Este mirador se continúa con una rampa circular de 35 metros de longitud, que sumerge progresivamente al visitante en los fondos fluviales reproducidos en el acuario.
Una parte del acuario está acordonado con vegetación propia de ribera además de dos acuarios temáticos, que albergan especies de pequeño tamaño, incompatibles con las del gran acuario. Al final se llega a un túnel de 13 metros de longitud y 2,5 metros de ancho, construido en metacrilato, que permite al visitante adentrarse en el medio subacuático y disfrutar del movimiento y comportamiento de los peces.
En el interior del acuario la reproducción del medio dulceacuícola se ha cuidado hasta el último detalle, para que los organismos que lo habitan se adapten al medio. Esto permite el estudio y conocimiento de las características del ecosistema fluvial, así como su empleo como herramienta didáctica para la identificación morfológica y hábitos de las distintas especies.
En el acuario se ha creado además, para aportar mayor verosimilitud, una turbulencia superficial del agua, para que el visitante conozca la doble experiencia del ecosistema fluvial del Guadalquivir por dentro y por fuera.
Cada uno de los organismos presentes en el acuario, se desarrollan en su medio natural, en un rango determinado de condiciones. Así se crea un nuevo ambiente donde se satisfacen los requerimientos de las especies representadas, manteniendo un equilibrio entre las características del agua de los tramos superiores e inferiores del Guadalquivir y, a su nivel estructural, una heterogeneidad espacial con la presencia de troncos, ramas y un lecho de arena y grava, que reproducen el hábitat natural de las diferentes especies.

### Sede del Departamento de Ecología y Gestión Ambiental
La planta alta del edificio alberga una biblioteca, una sala de vigilancia y control, un laboratorio de análisis biológico y las oficinas del personal técnico y científico de la Estación.  Desde este centro, EMASESA desarrolla el Programa de Vigilancia de los Ecosistemas Acuáticos destinados al Abastecimiento para Sevilla y su área metropolitana.
Fundamentalmente se acometen los estudios de aquellos aspectos que pueden resultar problemáticos para la calidad del agua en origen, en especial los derivados de la presencia de ciertos organismos que pueden alterar las características organolépticas del agua o conferirle niveles de toxicidad inadecuados. Igualmente se aborda el estudio de la eutrofización creciente del sistema de abastecimiento y el conocimiento detallado de procesos a escala espacio-temporal reducida que se traducen en dificultades para la explotación de la Estación de Tratamiento de Agua Potable.
Otro estudios realizados versan sobre las especies exóticas invasoras de medios acuáticos y  su incidencia por ejemplo en el sistema de refrigeración del agua bruta de los edificios de la propia Isla de la Cartuja y sus posibilidades de control. Esta labor es desarrollada gracias a las relaciones con grupos de universidades o centros científicos y tecnológicos que aportan un avance técnico del conocimiento en el ámbito de la ecología acuática, permitiendo desarrollar proyectos de I+D+i.
El grupo de la Universidad de Sevilla, el cual desarrolla parte de su actividad investigadora en la Estación de Ecología Acuática, se centra en la realización de trabajos científico-técnicos en Limnología e Ictiología en los tramos fluviales y embalses de muchas de las cuencas hidrográficas de la Península ibérica, como son las de los Ríos Guadalquivir, Tajo, Guadalete, Júcar, Ebro, Duero y Guadiana, entre otras.
Desde este centro además se realiza la implantación y seguimiento del Sistema de Gestión Ambiental de todos los Centros de trabajo de EMASESA, incluidas todas las más de 160 instalaciones asociadas (depósitos, estaciones de bombeo..).

## Instalaciones y mantenimiento
El acuario tiene una capacidad de 400.000 litros de agua dulce tratada a través de sistemas que regulan la calidad y temperatura del agua. La temperatura se conserva constantemente a 18 °C mediante su paso a través de un intercambiador conectado al circuito de climatización general del edificio y constituido por un grupo frío, con unapotencia total de 346.000 frigorías.
Para poder mantener las características físicas y químicas del medio, la instalación cuenta con una línea de tratamiento biológico, filtración en arena, carbón activo y desinfección por iluminación ultravioleta. Una estación de bombeo permite recircular en una hora la totalidad del volumen de agua del acuario y del filtro biológico (420 m³), a través del circuito de tratamiento. Además, la instalación consta de un sistema de aireación de seguridad consistente en dos turbinas capaces de aplicar un caudal de aire de 100 m3/hora.
Finalmente, las alarmas conectadas en toda la instalación, permiten un control y seguimiento continuo del estado y evolución del sistema de tratamiento.

## Mapa de situación
La Situación Relativa u “OverviewMap” nos indica, sobre un mapa regional, la extensión de algún lugar o región  (relativamente según factores políticos).